# Monument à Arthur Rimbaud
Le monument à Arthur Rimbaud, le bateau ivre du sculpteur Jean Amado est un monument commémoratif inauguré le 28 janvier 1989, dédié à Arthur Rimbaud décédé à Marseille en 1891. 
Le monument situé au Parc Balnéaire du Prado a été réalisé par l'artiste Jean Amado. Un ouvrage rédigé par Ronald Bonan en explique la profonde symbolique. 
Un hommage à Arthur Rimbaud où sur une dalle de granit placée à proximité est gravée un extrait d'un de ses poèmes ici symbolisé : Le Bateau ivre
Je sais les cieux crevant en éclairs, et les trombes,

Et les ressacs et les courants, je sais le soir,

L’aube exaltée ainsi qu’un peuple de colombes,

Et j’ai vu quelquefois ce que l’homme a cru voir. 